# Dov'è l'amore (canción de Cher)
"Dov'è l'amore" (¿Dónde está el amor? en italiano) es una canción interpretada por la actriz y cantante americana Cher. Escrita por Mark Taylor y Paul Barry, fue lanzado como el cuarto y último sencillo del multiplatino álbum Believe (1998).Esta es la única canción que tiene estilos latinos en el álbum.

## Video Musical
En una entrevista noruega ofrecida por Cher en 1999, declaró que "Dov'è L'Amore" sería el 4ª sencillo de su mundialmente exitoso álbum Believe y que sería dirigido por la cantante Madonna, pero tiempo después y debido a su apretada agenda, el vídeo lo dirigió Marcus Nispel.
El vídeo para Dov'e L'Amore sigue la historia de un hombre que intenta ganar el afecto de una mujer latinoamericana. En él se observan varios bailarines de flamenco, músicos latinos y otras personas que solo gozan el espectáculo. Cher viste un extravagante vestido de flamenco rojo y canta en una habitación del mismo color sosteniendo un perro Chihuahua.
En vez de la versión original de Dov'e L'Amore que es un poco lenta, fue utilizada un remix de Emilio Estefan para el vídeo oficial. 
La canción había sido lanzada en VHS en 2000, pero tuvo su lanzamiento oficial en DVD hasta el 2004 en el The Very Best of Cher: The Video Hits Collections.

## Formatos y Pistas del Sencillo
All or Nothing/Dov'e L'Amore US CD Single
1. All or Nothing (Danny Tenaglia International Mix)
2. All or Nothing (Metro Radio Mix)
3. All or Nothing (Danny Tenaglia Cherbot Vocadub)
4. All or Nothing (Almighty Definitive Mix)
5. Dov'e L'Amore (Todd Terry's TNT Club Mix)
6. Dov'e L'Amore (Tony Moran's Anthem Mix)
7. Dov'e L'Amore (Ray Roc's Latin Soul Vocal Mix)
8. Dov'e L'Amore (Tee's Radio Mix)
9. Dov'e L'Amore (Tony Moran's Anthem 7" Mix)
10. Dov'e L'Amore (Ray Roc's Radio Mix)

All or Nothing/Dov'e L'Amore US 12" Single
1. All or Nothing (Danny Tenaglia International Mix)
2. All or Nothing (Almighty Definitive Mix)
3. All or Nothing (Danny Tenaglia Cherbot Vocadub)
4. All or Nothing (Metro Radio Mix)
5. Dov'e L'Amore (Todd Terry's TNT Club Mix)
6. Dov'e L'Amore (Tony Moran's Anthem Mix)
7. Dov'e L'Amore (Ray Roc's Latin Soul Vocal Mix)
8. Dov'e L'Amore (Todd Terry's MT's Club Mix)

Dov'e L'Amore Colombia CD Single
1. Dov'e L'Amore (Radio Edit)
2. Dov'e L'Amore (Ray Roc's Latin Soul Vocal Mix)
3. Dov'e L'Amore (Tony Moran's Anthem 7" Mix)

Dov'e L'Amore Europea CD Single
1. Dov'e L'Amore 4.18
2. Dov'e L'Amore (Radio Edit) 3.44

Dov'e L'Amore Alemania Promo CD
1. Dov'e L'Amore

Dov'e L'Amore UK CD Single Pt. 1
1. Dov'e L'Amore (Radio Edit) 3.44
2. Dov'e L'Amore (Ray Roc's Latin Soul Vocal Mix) 9.37
3. Dov'e L'Amore (Tony Moran's Anthem 7" Mix) 3.30

Dov'e L'Amore UK CD Single Pt. 2
1. Dov'e L'Amore 4.18
2. Dov'e L'Amore (Tony Moran's Anthem Mix) 9.54
3. Dov'e L'Amore (Tee's Radio) 3.20

## Posicionamiento en listas
| Chart (1999–2000)                                         | Máxima posición |
| --------------------------------------------------------- | --------------- |
| Alemania (Offizielle Deutsche Charts)                     | 31              |
| Australia (ARIA)                                          | 49              |
| Austria (Ö3 Austria Top 40)                               | 38              |
| Bélgica (Flandes) (Ultratop 50)                           | 36              |
| Bélgica (Valonia) (Ultratop 50)                           | 14              |
| Escocia (Scottish Singles Sales Chart)                    | 16              |
| España (Top 100 Canciones)                                | 4               |
| Europa (European Hot 100 Singles)                         | 30              |
| Europa (European Radio Top 50)                            | 15              |
| Estados Unidos (Hot Dance Club Songs)                     | 5               |
| Estados Unidos (Dance Singles Sales) con "All or Nothing" | 2               |
| Finlandia (OFC)                                           | 5               |
| Francia (SNEP)                                            | 46              |
| Grecia (IFPI)                                             | 7               |
| Hungría (Mahasz)                                          | 10              |
| Italia (Musica e dischi)                                  | 11              |
| Japón (Tokio Hot 100)                                     | 67              |
| Letonia (Latvijas Top 197)                                | 14              |
| Países Bajos (Dutch Top 40 Tipparade)                     | 4               |
| Países Bajos (Mega Single Top 100)                        | 53              |
| Polonia (Music & Media)                                   | 8               |
| Quebec (ADISQ)                                            | 39              |
| Reino Unido (Official Charts Company)                     | 21              |
| República Checa (IFPI)                                    | 8               |
| Suecia (Sverigetopplistan)                                | 37              |
| Suiza (Schweizer Hitparade)                               | 18              |